# یونگفراو
یونگفراو (آلمانی: Jungfrau) یکی از قله‌های اصلی رشته‌کوه آلپ برنیس است که بین شمال کانتون برن و جنوب کانتون وله قرار دارد.

## نگارخانه
برخی نقاشی‌های کشیده‌شده از قله یونگفراو:

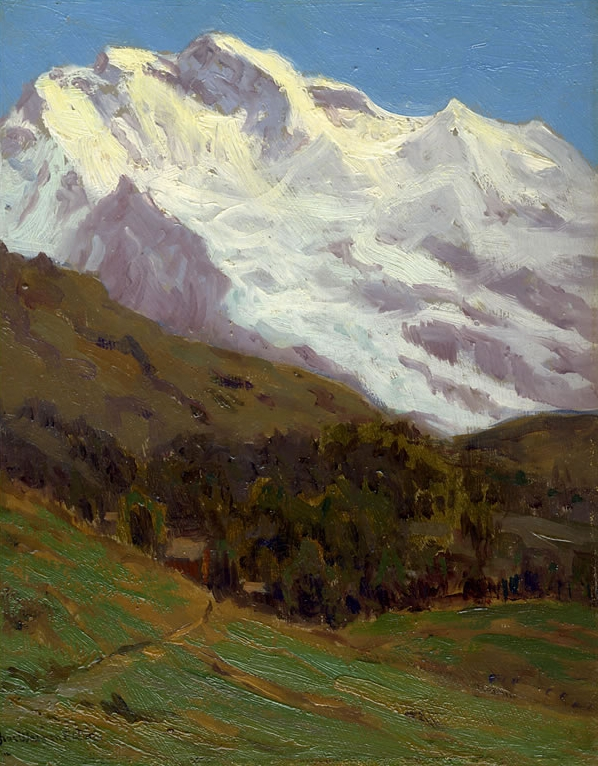
.
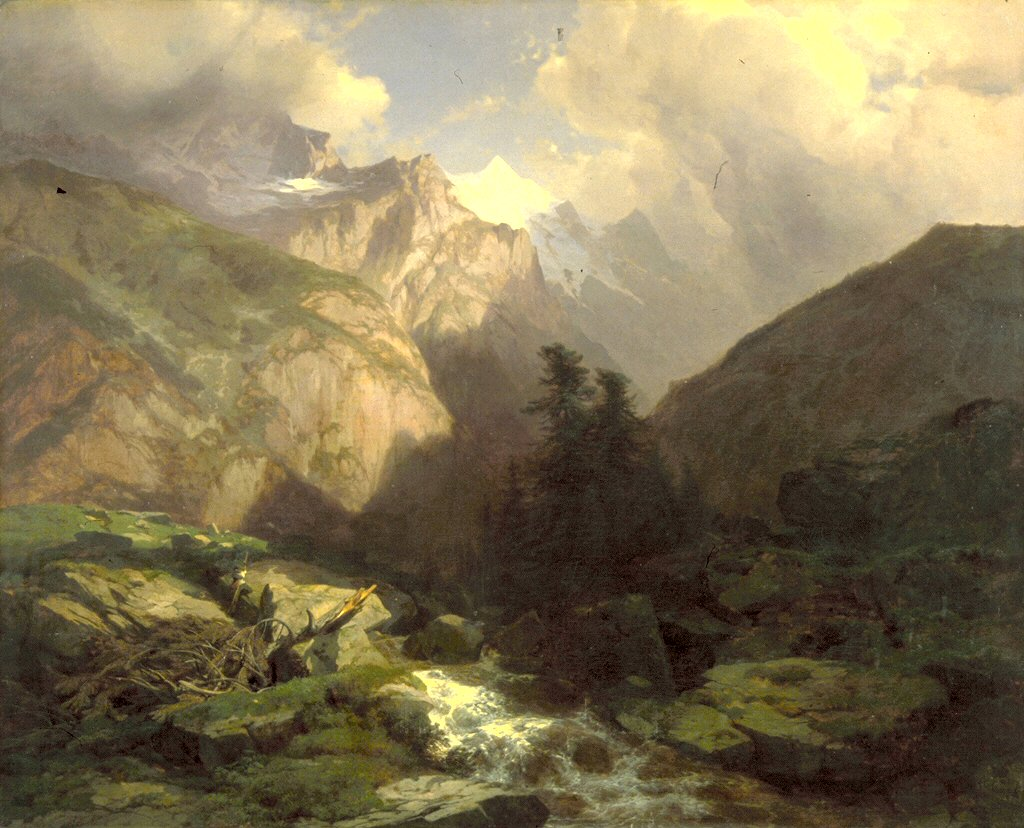
.
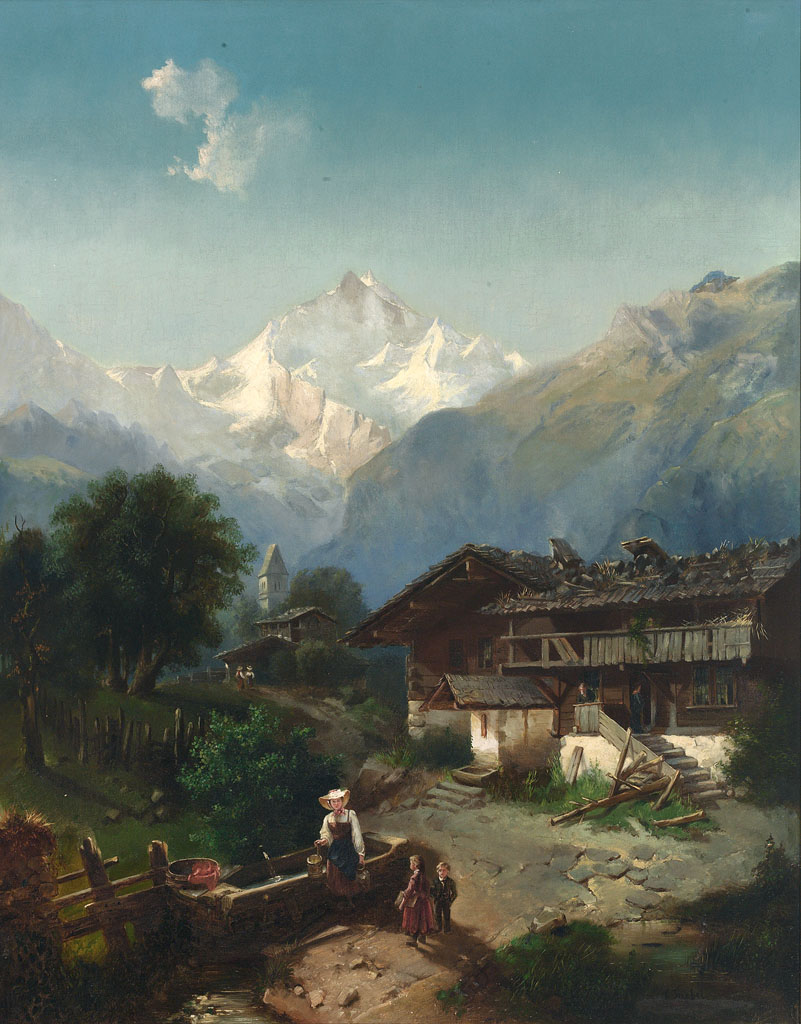
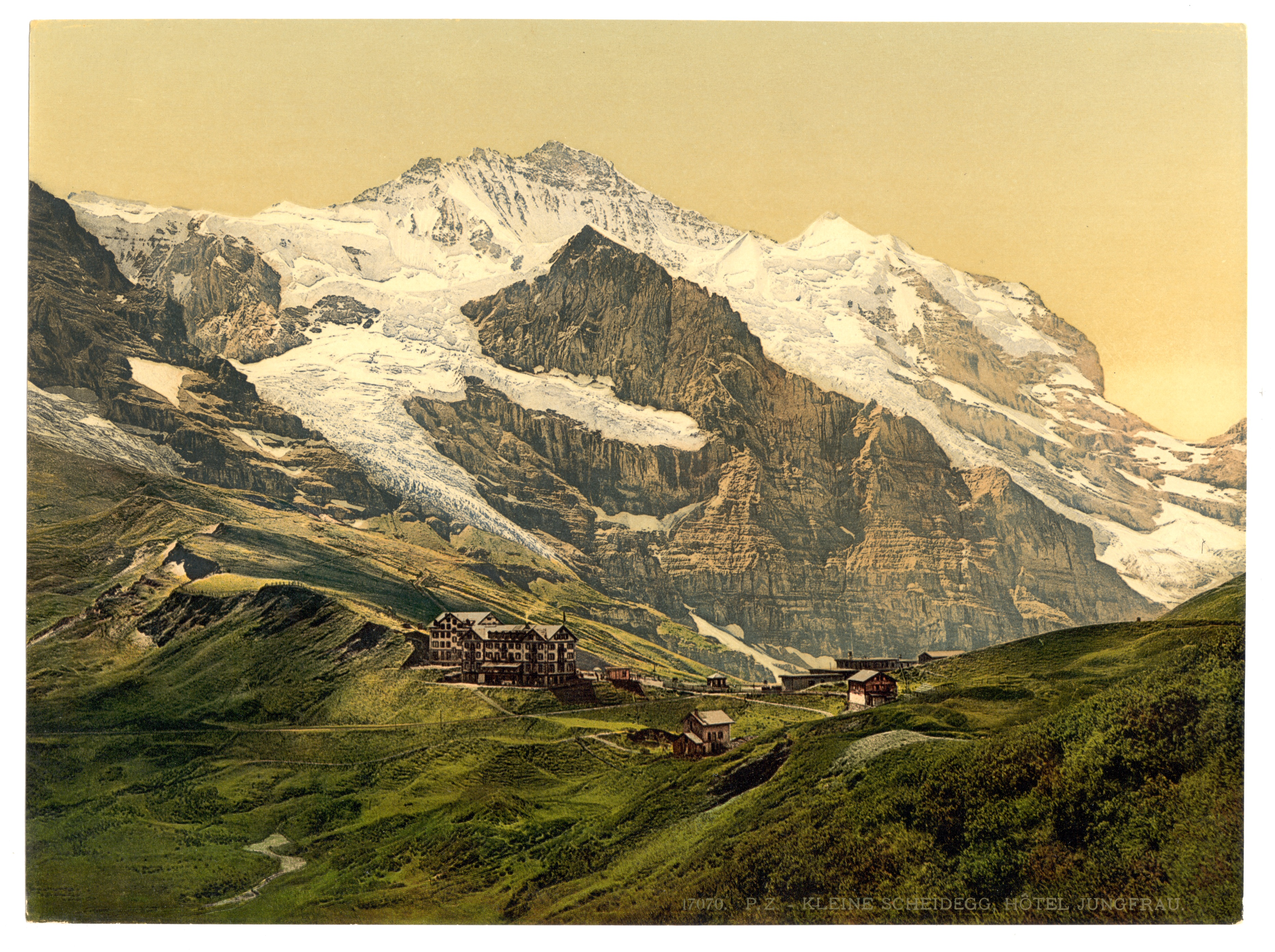
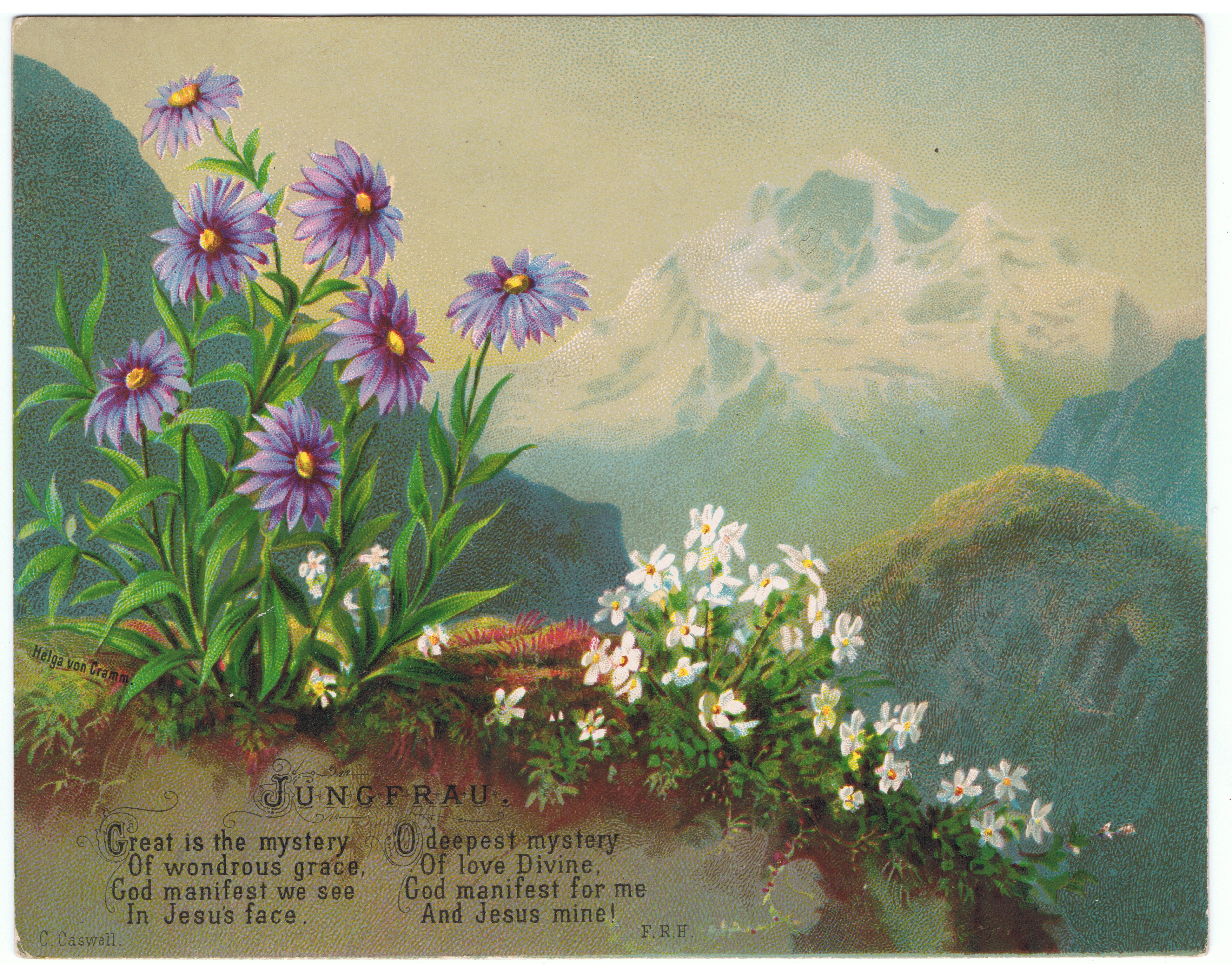
.